# G.P. SBS-Miasino-Mottarone
Il G.P. SBS-Miasino-Mottarone era una cronometro in salita maschile di ciclismo su strada, che si disputò in Italia, dal 2002 al 2006. Era organizzata dall'Associazione Ciclistica Arona.

## Albo d'oro
Aggiornato all'edizione 2006.
| Anno | Vincitore        | Secondo            | Terzo              |
| ---- | ---------------- | ------------------ | ------------------ |
| 2002 | Paolo Savoldelli | Julio Pérez Cuapio | Marco Della Vedova |
| 2003 | Gilberto Simoni  | Franco Pellizotti  | Massimo Codol      |
| 2004 | Gilberto Simoni  | Damiano Cunego     | Dario Andriotto    |
| 2005 | non disputata    | non disputata      | non disputata      |
| 2006 | Ivan Basso       | Damiano Cunego     | Volodymyr Hustov   |